# West Jefferson (Alabama)
West Jefferson è un comune degli Stati Uniti d'America situato nella contea di Jefferson dello Stato dell'Alabama.